# Åke Claesson (ingenjör)
Erik Åke Claesson, född 23 december 1927 i Norrköping, död 28 december 2001 i Lidingö, var en svensk väg- och vattenbyggnadsingenjör.
Claesson, som var son till byggnadssnickare Bertil Claesson och Alfhild Andersson, utexaminerades från Kungliga Tekniska högskolan 1953 och blev teknologie licentiat 1958. Han var forskningsingenjör och assistent på institutionen för kommunikationsteknik vid Kungliga Tekniska högskolan 1953–1956, förste avdelningsingenjör på Stockholms stads stadsbyggnadskontor 1956–1960, assistent i kommunikationsteknik vid Kungliga Tekniska högskolan från 1956 och chef för trafikavdelningen vid Allmänna ingenjörsbyrån 1960–1982. Han var adjungerad professor vid Lunds tekniska högskola 1969–1971, vid Kungliga Tekniska högskolan 1976–1982 och professor i trafikplanering där 1983–1992. Han var sekreterare i Föreningen för inre vattenvägar 1958–1962. Han skrev Trafikalstring av personbilar på landsbygdsvägar (1957). Claesson är begravd på Lidingö kyrkogård.